# Aron Jóhannsson
Aron Jóhannsson (* 10. November 1990 in Mobile, Alabama) ist ein isländisch-amerikanischer Fußballspieler. Er steht derzeit beim isländischen Erstligisten Valur Reykjavík unter Vertrag und war US-Nationalspieler.

## Karriere

### Verein
Aron Jóhannsson wurde als Kind isländischer Eltern in Mobile im US-Bundesstaat Alabama geboren. Nachdem die Eltern nach dem Ende ihres Studienaufenthaltes – Aron war zu diesem Zeitpunkt drei Monate alt oder drei Jahre alt – nach Island zurückgekehrt waren, begann Aron Jóhannsson im Jahr 2000 in Reykjavík mit dem Fußballspielen in der Jugend von Fjölnir Reykjavík. 2008 kam er in die Profimannschaft des Vereins. Er spielte zunächst in der Pepsideild, der höchsten isländischen Fußballliga. 2009 stieg er mit Fjölnir in die 1. deild karla ab.
2010 wechselte er in die 1. Division, der zweiten dänischen Liga, zu Aarhus GF. Sein Debüt gab er am 8. Spieltag der Saison 2010/11 beim 3:2-Erfolg über HB Køge. Er stieg mit Aarhus als Meister in die Superliga auf. In der Saison 2011/12 belegte er mit Aarhus als Aufsteiger den fünften Platz. Durch diese Platzierung in der Vorsaison nahm er mit Aarhus an der UEFA-Europa-League-Qualifikation 2012/13 teil. Dort unterlag man in der 2. Runde dem georgischen Vertreter FC Dila Gori. In seiner letzten Saison für Aarhus 2012/13 erzielte er 14 Treffer und wurde Vierter in der Torschützenliste.
Im Januar 2013 wechselte Aron Jóhannsson in die Niederlande zum Erstligisten AZ Alkmaar. Er gewann mit Alkmaar im Mai 2013 den KNVB-Pokal. Am 4. August 2015 verkündete der Verein auf seiner offiziellen Website den Wechsel zum deutschen Bundesligisten Werder Bremen, wo er am 5. August einen Vierjahresvertrag bis zum 30. Juni 2019 unterschrieb. Dort erzielte er beim 2:1-Heimsieg gegen Borussia Mönchengladbach am 3. Spieltag der Saison 2015/16 seinen ersten Bundesligatreffer per Foulelfmeter zum zwischenzeitlichen 1:0.
Nicht zuletzt wegen längerer Verletzungspausen, konnte Jóhannsson sich beim Bundesligisten jedoch  nicht dauerhaft etablieren, so dass sein im Sommer 2019 auslaufender Vertrag nicht verlängert wurde.
Anschließend schloss sich Aron Jóhannsson im Juli während der laufenden Saison 2019 dem schwedischen Erstligisten Hammarby IF an, bei dem er einen Vertrag bis 2022 unterschrieb.
Am 12. Februar 2021 wechselte er zum Lech Posen in die polnische Ekstraklasa. Er unterschrieb einen Vertrag bis Ende 2021. Anschließend kehrte er nach Island zurück zu Valur Reykjavík.

### Nationalmannschaft
Aron Jóhannsson konnte wählen, ob er für die Mannschaften des US-amerikanischen oder isländischen Fußballverbandes spielen wollte. Da Aron Jóhannsson sowohl von isländischen Eltern abstammt als auch in Island aufgewachsen ist, besitzt er die isländische Staatsbürgerschaft. Aufgrund des 14. Zusatzartikels zur Verfassung der Vereinigten Staaten, der besagt, dass jeder Mensch, der auf dem Boden der USA geboren ist, die amerikanische Staatsbürgerschaft erhält (vgl. auch weiterführend Geburtsortsprinzip), ist Jóhannsson auch für die USA spielberechtigt.
Zunächst spielte er für die U-21 Islands und nahm unter anderem auch an der Qualifikation für die U-21-Fußball-Europameisterschaft 2011 teil, bei der sich das Team für die Endrunde qualifizierte. Er selbst nahm an der Endrunde der U-21-Fußball-Europameisterschaft 2011 nicht teil.
Aron Jóhannsson entschied sich, für die US-amerikanische Fußballnationalmannschaft zu spielen. Sein Debüt gab er am 7. September 2013 unter Jürgen Klinsmann beim WM-Qualifikationsspiel gegen Costa Rica. Bei der 1:3-Niederlage wurde er in der 90. Minute für Clint Dempsey eingewechselt. Ein Verbandswechsel ist seither ausgeschlossen, da Aron Jóhannsson in einem Pflichtspiel eingesetzt wurde. Sein erstes Tor erzielte er am 15. Oktober 2013 im Spiel gegen Panama. Er wurde auch für die Fußball-Weltmeisterschaft 2014 nominiert und wurde gleich im ersten Spiel gegen Ghana eingesetzt.
Ein Jahr später nahm Aron Jóhannsson am CONCACAF Gold Cup 2015 teil. Sein letzter Länderspieleinsatz datiert vom 9. September 2015. Bis dahin absolvierte er 19 Länderspiele, in denen er 4 Tore erzielte.

## Erfolge
- Dänische 1. Division: Meister 2010/11
- KNVB-Pokal-Sieger: 2012/13